# Грегорц, Блаж
Блаж Грегорц (словен. Blaž Gregorc, родился 18 января 1990 в Есенице) — словенский хоккеист, защитник чешского клуба «Витковице» и сборной Словении по хоккею с шайбой. Участник Олимпийских игр 2014 и 2018 годов.

## Биография
Блаж Грегорц начинал карьеру в клубе «Блед», играл в молодёжном первенстве. Сезон 2006/2007 провёл в команде «Триглав» из Краня, позже перешёл в шведский «Сёдертелье» (дебютировал в сезоне 2009/2010 в основном составе клуба). Играл за «Оденсе Буллдогс» в сезоне 2012/2013, позже перешёл в «Пардубице». Два сезона (2016/2017 и 2017/2018) представлял «Маунтфилд» из чемпионата Чехии. Затем перешёл в «Спарту», но уже 19 ноября был выменян в «Витковице» на шведского защитника Эрика де ла Роза.
В составе сборной Словении Грегорц сыграл на шести чемпионатах мира, в том числе в элитном дивизионе в 2011, 2013 и 2015 годах. Участник Олимпийских игр 2014 года в Сочи: сыграл пять матчей, по итогам турнира сборная дошла до четвертьфинала. В квалификации к Олимпиаде-2018 он отметился двумя голевыми передачами в матче против Польши (победа 6:1), а на самой Олимпиаде отметился тремя голевыми передачами и одной заброшенной в ворота сборной Словакии шайбой.

## Достижения
- Лучший защитник чемпионата мира до 18 лет: 2007 (дивизион I, группа A)
- Победитель Первого дивизиона, группы A чемпионата мира: 2012, 2014 и 2016